# Campeonato Mundial de Bobsleigh y Skeleton de 2016
El LXI Campeonato Mundial de Bobsleigh y Skeleton se celebró en la localidad de Igls (Austria) entre el 8 y el 21 de febrero de 2016 bajo la organización de la Federación Internacional de Bobsleigh y Skeleton (FIBT) y la Federación Austríaca de Bobsleigh y Skeleton.
Las competiciones se realizaron en el Canal Olímpico de Hielo de la localidad austríaca.

## Bobsleigh
| Evento                      | Oro                                                                              | Plata                                                                                      | Bronce                                                                             |
| --------------------------- | -------------------------------------------------------------------------------- | ------------------------------------------------------------------------------------------ | ---------------------------------------------------------------------------------- |
| Masculino doble (14.02)     | Francesco Friedrich · Thorsten Margis · Alemania · 3:26,09                       | Johannes Lochner · Joshua Bluhm · Alemania · 3:26,26                                       | Beat Hefti · Alex Baumann · Suiza · 3:26,31                                        |
| Masculino cuádruple (21.02) | Oskars Melbārdis Daumants Dreiškens Arvis Vilkaste Jānis Strenga Letonia 3:24,27 | Francesco Friedrich · Candy Bauer · Gregor Bermbach · Thorsten Margis · Alemania · 3:24,31 | Rico Peter · Bror van der Zijde · Thomas Amrhein · Simon Friedli · Suiza · 3:24,49 |
| Femenino doble (13.02)      | Anja Schneiderheinze · Annika Drazek · Alemania · 3:32,38                        | Kaillie Humphries · Melissa Lotholz · Canadá · 3:32,71                                     | Elana Meyers Lauren Gibbs Estados Unidos 3:32,87                                   |

## Skeleton
| Evento            | Oro                               | Plata                                                               | Bronce                            |
| ----------------- | --------------------------------- | ------------------------------------------------------------------- | --------------------------------- |
| Masculino (19.02) | Martins Dukurs Letonia 3:28,84    | Alexandr Tretiakov · Rusia · Yun Sung-Bin · Corea del Sur · 3:29,97 | —                                 |
| Femenino (20.02)  | Tina Hermann · Alemania · 3:36,50 | Janine Flock · Austria · 3:36,96                                    | Yelena Nikitina · Rusia · 3:37,09 |

## Competición por equipos
| Evento                                                                           | Oro | Plata | Bronce |
| -------------------------------------------------------------------------------- | --- | --- | --- |
| Equipo mixto skeleton masc. doble bob fem. skeleton fem. doble bob masc. (14.02) | Alemania · Axel Jungk · Anja Schneiderheinze / · Franziska Bertels · Tina Hermann · Johannes Lochner / · Tino Paasche · 3:31,47 | Rusia · Alexandr Tretiakov · Alexandra Rodionova / · Yuliya Shokshuyeva · Yelena Nikitina · Alexandr Kasianov / · Maxim Mokrousov · 3:32,12 | Austria · Matthias Guggenberger · Christina Hengster / · Sanne Dekker · Janine Flock · Benjamin Maier / · Dănuț Moldovan · 3:32,93 |

## Medallero
| Núm. | País           | Oro | Plata | Bronce | Total |
| ---- | -------------- | --- | ----- | ------ | ----- |
| 1    | Alemania       | 4   | 2     | 0      | 6     |
| 2    | Letonia        | 2   | 0     | 0      | 2     |
| 3    | Rusia          | 0   | 2     | 1      | 3     |
| 4    | Austria        | 0   | 1     | 1      | 2     |
| 5    | Canadá         | 0   | 1     | 0      | 1     |
| 5    | Corea del Sur  | 0   | 1     | 0      | 1     |
| 7    | Suiza          | 0   | 0     | 2      | 2     |
| 8    | Estados Unidos | 0   | 0     | 1      | 1     |
|      | TOTAL          | 6   | 7     | 5      | 18    |